# Iztaccíhuatl
L'Iztaccíhuatl (del nàhuatl: iztac: 'blanc/a' i cihuatl ('dona'); per tant, 'dona blanca'), amb una altitud de 5.230 m, és la tercera muntanya més alta de Mèxic, després del pico d'Orizaba i el Popocatépetl. És localitzat entre els estats de Mèxic i Puebla, a 70 km al sud-oest de la Ciutat de Mèxic i a 40 km a l'est de la ciutat de Puebla de Zaragoza. L'Iztaccíhuatl és al nord del Popocatépetl i ambdues muntanyes estan connectades pel pas de Cortés. Té tres pics, dels quals el pic del centre és el més alt. Tots tres estan coberts de neu durant tot l'any, i des de les ciutats de Puebla i Mèxic la muntanya té forma d'una dona ajaguda i, per tant, també es coneix popularment com la Dona Dorment.
En la mitologia asteca, Iztaccíhuatl fou una princesa que s'enamorà d'un dels guerrers del seu pare, Popocatépetl. El seu pare l'envià a la guerra a Oaxaca, i li prometé la mà de la seva filla si retornava. El seu pare no esperava que retornés, i hom digué a Iztaccíhuatl que el seu amant havia mort. Ella morí de dolor. Quan Popocatépetl retornà, ell també morí de dolor. Els déus els convertiren en muntanyes i els cobriren de neu per sempre, per recordar tothom el seu amor.